# Franjo Sudarević (pčelar)
Franjo Sudarević (Osijek, 2. prosinca 1861. – Osijek, 9. ožujka 1944.), bio je hrvatski književnik, prosvjetni radnik, narodni učitelj i zaslužni djelatnik u hrvatskom pčelarstvu. Pisao je pripovijetke, drame i pučke igrokaze.

## Životopis
Rodio se 1861. u Osijeku. U rodnom je gradu pohađao gimnaziju. Potom odlazi u Zagreb gdje je završio učiteljsku školu. Službovao je u mjestu Vuki. Nakon toga je dobio novo radno mjesto u Osijeku, gdje je radio u Donjem gradu. 
Velika mu je strast bila pčelarstvo u kojem je proveo cijeli radni vijek. Nakon što je umro utemeljitelj Hrvatsko-slavonskog pčelarskog društva u Osijeku Bogdan Penjić, postao je ravnateljem tog društva 1918. godine. Uređivao je glasilo tog istog društva Hrvatsku pčelu. 
1918. je godine suosnovao Hrvatsko pjevačko društvo Lipu kojem je predsjedao. Suutemeljiteljem je dobrotvornog društva Blagodat te osječkog Kluba hrvatskih književnika. Bio je dužnosnikom Hrvatske građanske čitaonice i Hrvatskog doma. Četvrt stoljeća je predsjedavao osječkim učiteljskim društvom. Umirovio se 1927., no i nakon toga je bio dužnosnikom pri obrtničkoj udruzi.
Bio je hrvatski književnik. Objavljivao je u književnim časopisima Hrvatskom listu, Smilju, Jeki od Osijeka, Napretku i inima. Pokrenuo je i uređivao samoborski list Ljubicu. Pod utjecajem prijateljstva sa Strossmayerom, estetsko u njegovoj književnosti pada u drugi plan pred odgojno-obrazovnim, s obzirom na ondašnje neprilike s pismenošću u Hrvatskoj, pa tako su djela usmjerena na pouku, a u tekstu inzistira na suvremenom književnom jeziku svog vremena.
Za njegov predani rad su mu još kao živoj osobi na njegovoj rodnoj kući (današnja Vukovarska 222) u osječkom Donjem gradu postavili spomen-ploču.